# Premiile TRL (Italia)
Premiile TRL (TRL Awards) este un concurs muzical organizat de emisiunea muzicală "MTV Italia" transnsmisă pe postul italian MTV. Premiile se acordă muzicienilor din țară și de peste hotare.

## Premii
| Anul | Locul                 | Orașul          | Moderator                                         |
| ---- | --------------------- | --------------- | ------------------------------------------------- |
| 2006 | Piazza del Duomo      | Italia Milano   | Alessandro Cattelan și Giorgia Surina             |
| 2007 | Piazza del Duomo      | Italia Milano   | Alessandro Cattelan                               |
| 2008 | Piazza del Plebiscito | Italia Neapole  | Alessandro Cattelan și Elena Santarelli           |
| 2009 | Piazza Unità d'Italia | Italia Triest   | Carlo Pastore și Elisabetta Canalis               |
| 2010 | Porto Antico          | Italia Genova   | J Ax                                              |
| 2011 | Piazza Santa Croce    | Italia Florența | Fabrizio Biggio, Francesco Mandelli și Nina Zilli |
| 2012 | Piazzale Michelangelo | Italia Florența | Valentina Correani și Club Dogo                   |

## Premiați

### 2006
- First Lady: Avril Lavigne
- Man of the Year: Lee Ryan
- Best Group: t.A.T.u.
- Best New Artist: Hilary Duff
- Best Number #1: Lee Ryan - Army of Lovers
- Best "Verrei ma non posso": Cast O.C.
- Best Cry Award: Jesse McCartney
- Best Riempi-Piazza: Gemelli DiVersi
- Best TRL City: Milano
- Best Funny Moment : Bloodhound Gang
- Italians Do It Better: Negramaro
- Miglior Cartellone: Most artistic

### 2007
- First Lady: Hilary Duff
- Man of the Year: Tiziano Ferro
- Best Band: My Chemical Romance
- Best New Artist: 30 Seconds to Mars
- Best Number #1: Finley - "Diventerai una star"
- Best Cry Award: Finley
- Best Riempi-Piazza: Tiziano Ferro
- Italians Do It Better: Finley
- Best Movie: Notte prima degli esami - Oggi
- Best Live Moment: Zero Assoluto (in Siracusa)
- Best TRL History: Nek

### 2008
- First Lady: Avril Lavigne
- Man of the Year: Tiziano Ferro
- Best Band: Tokio Hotel
- Best Cartello: Matteo, Mattia, Francesca & Lorenzo - Florence 30 Seconds to Mars
- Best New Artist: Sonohra
- Best Riempi-Piazza: Finley
- Best Movie: Come tu mi vuoi
- Best Blockbuster's Couple: Michelle Hunziker, Fabio De Luigi
- Best TRL History: Max Pezzali
- Best Number One: Tokio Hotel - Monsoon

### 2009
- First Lady: Hilary Duff
- Man Of The Year: Marco Carta
- Best Band: Lost
- Best Riempi-Piazza: Sonohra
- Best Cartello: Jonas Brothers
- Italians Do It Better: Gemelli Diversi
- Best Movie: Twilight
- Best Number One Of The Year: Marco Carta - La Forza Mia
- Best TRL History: Cesare Cremonini
- Best New Artist Presented By MTV Pulse: dARI
- Best Event In Milan: Jonas Brothers
- Playlist Generation: #1 30 Seconds to Mars - A Beautiful Lie

### 2010
- Best New Generation: Broken Heart College
- Best International Act: Justin Bieber
- Best Look: dARI
- Best Movie: Avatar
- Best Fan Club: Lost
- My TRL Best Video: Valerio Scanu - Per tutte le volte che...
- Best TRL History: J Ax
- MTV First Lady: Malika Ayane
- MTV Man of the Year: Marco Mengoni
- MTV Best Band: Muse

### 2011
- Best Look: Avril Lavigne
- Best MTV Show: I soliti idioti
- Best new act: Modà
- Hot&sexy Award: Robert Pattinson
- Too much Award: Ligabue
- Wonder Woman Award: Lady Gaga
- Superman Award: Fabri Fibra
- Best band: 30 Seconds to Mars
- Best talent show Artist: Marco Carta
- Italians do it Better: Modà
- TRL History Award: Zero Assoluto
- First Lady Award: Nina Zilli

### 2012
- Best Look: Justin Bieber
- Best MTV Show: I soliti idioti
- Best New Generation: Emis Killa
- Wonder Woman Award: Laura Pausini
- Superman Award: Marco Mengoni
- Best Band: Modà
- Italians do it better: Emma Marrone
- Best Fan: Big Bang
- Best Tormentone: Michel Teló - Ai Se Eu Te Pego
- Best Video: LMFAO featuring Lauren Bennett and GoonRock - Party Rock Anthem
- MTV History Award: Subsonica